# 長野県福祉大学校
長野県福祉大学校（ながのけんふくしだいがっこう）は、長野県諏訪市にある保育及び介護福祉に関する専門の県立の専修学校である。専門課程保育学科・介護福祉学科が設置されている。

## 沿革
- 昭和28年4月 - 長野県保育専門学院を開設。
- 昭和28年7月 - 児童福祉法による保母養成施設として指定。
- 昭和32年10月 - 保育実習室を開設。
- 平成7年3月 - 厚生労働大臣から介護福祉士養成施設として指定。
- 平成7年4月 - 保育専門学院を改組し、長野県福祉大学校(保育学科・介護福祉学科）を開校。
- 平成7年4月 - 長野県介護センターを併設。
- 平成13年4月 - 学校教育法による専修学校(専門課程）として指定。
- 平成24年4月 - 長野県介護センターを廃止。[1]

## 卒業生
- 専門士の称号を付与される。（短大卒業相当）

## アクセス
- JR上諏訪駅より、徒歩約20分
- JR上諏訪駅より、「茅野駅行」乗車、国道20号線「赤羽根バス停」下車、徒歩5分
- 中央自動車道・諏訪ICより、車で約10分